# Clash at the Castle (2024)
Clash at the Castle (2024), promowany również jako Clash at the Castle: Scotland – druga gala wrestlingu w chronologii cyklu Clash at the Castle, wyprodukowana przez federację WWE dla zawodników z brandów Raw i SmackDown. Odbyła się 15 czerwca 2024 w OVO Hydro w Glasgow w Szkocji. Była to pierwsza gala PPV i transmisja na żywo WWE, która odbyła się w Szkocji.
Na gali odbyło się pięć walk. W walce wieczoru, Damian Priest pokonał Drew McIntyre’a broniąc World Heavyweight Championship z Raw. W innej ważnej walce, która była pierwszą walką w karcie, Cody Rhodes pokonał AJ Stylesa w „I Quit” matchu broniąc Undisputed WWE Championship ze SmackDown.

## Produkcja

### Tło
We wrześniu 2022 roku amerykańska promocja wrestlingu WWE zorganizowała w Cardiff w Walii galę o nazwie Clash at the Castle. Jego tytuł nawiązywał do zamku w Cardiff, znajdującego się w pobliżu miejsca gali, Principality Stadium. Było to pierwsza duża gala WWE w systemie pay-per-view (PPV) i transmisji na żywo, które odbyła się w Wielkiej Brytanii od czasu Insurrextion w 2003 roku oraz na brytyjskim stadionie od SummerSlam w 1992 roku.
Podczas odcinka Monday Night Raw z 1 kwietnia 2024 roku ogłoszono, że drugie Clash at the Castle odbędzie się 15 czerwca 2024 roku. Jego lokalizacja została potwierdzona następnego dnia jako OVO Hydro w Glasgow w Szkocji. Była to pierwsza gala PPV i transmisja na żywo WWE zorganizowana w tym kraju, a także ustanowienie Clash at the Castle jako cyklicznego wydarzenia w Wielkiej Brytanii. Było emitowane w systemie pay-per-view na całym świecie oraz w serwisach transmisji na żywo Peacock w Stanach Zjednoczonych i WWE Network na większości rynków międzynarodowych, a wystąpili w nim zawodnicy z brandów Raw i SmackDown. Ogłoszono również, że odcinek Friday Night SmackDown z poprzedniej nocy odbędzie się w tym samym miejscu. Bilety trafiły do sprzedaży 26 kwietnia z dostępnymi pakietami combo.

### Rywalizacje
Clash at the Castle: Scotland oferowało walki profesjonalnego wrestlingu z udziałem wrestlerów należących do brandów Raw i SmackDown. Oskryptowane rywalizacje (storyline’y) kreowane będą podczas cotygodniowych gal Raw i SmackDown. Wrestlerzy są przedstawieni jako heele (negatywni, źli zawodnicy i najczęściej wrogowie publiki) i face’owie (pozytywni, dobrzy i najczęściej ulubieńcy publiki), którzy rywalizują pomiędzy sobą w seriach walk mających budować napięcie. Kulminacją rywalizacji jest walka wrestlerska lub ich seria.

#### Pojedynek o World Heavyweight Championship
7 kwietnia podczas drugiej nocy WrestleManii XL, Drew McIntyre zdobył World Heavyweight Championship. Po walce McIntyre naśmiewał się z gościnnego komentatora specjalnego CM Punka, z którego od miesięcy kpił w mediach społecznościowych, ale Punk go zaatakował. Następnie Damian Priest wykorzystał swój kontrakt Money in the Bank na McIntyrze i zdobył tytuł. 13 maja na odcinku Raw, Priest zgodził się dać McIntyre’owi rewanż, gdy tylko wyzdrowieje z kontuzji łokcia. 25 maja na King and Queen of the Ring, dyrektor ds. treści WWE Paul "Triple H" Levesque Levesque ogłosił, że McIntyre został dopuszczony do walki na ringu i że Priest będzie bronił tytułu przeciwko McIntyre’owi w jego rodzinnym kraju, Szkocji na Clash at the Castle: Scotland. Na ostatnim Raw przed galą, po tym jak McIntyre stwierdził, że Priest nie mógłby utrzymać tytułu mistrzowskiego bez swoich kolegów ze stajni Judgement Day („Dirty” Dominik Mysterio, Finn Bálor i JD McDonagh), Priest powiedział, że Bálor zmierzy się z McIntyre’em później tej nocy, gdzie jeśli McIntyre wygra, wszyscy członkowie Judgment Day otrzymaliby zakaz przebywania przy ringu podczas walki o mistrzostwo, ale jeśli Bálor wygrałby, Judgment Day miałoby pozwolenie na przebywanie przy ringu. McIntyre następnie pokonał Bálora.

#### Pojedynek o WWE Women’s Championship
10 maja na odcinku SmackDown, Chelsea Green i Piper Niven były niezadowolone po tym, jak WWE Women’s Championka Bayley powiedziała, że nie może się doczekać spotkania z Jade Cargill na turnieju Queen of the Ring; Cargill miała zmierzyć się z Niven później tej nocy, gdzie Niven przegrała. Green i Niven nadal prowokowały Bayley, a 24 maja odbył się non-title match pomiędzy Bayley i Green, który wygrała Bayley. Na następnym odcinku, Green i Niven zaciekle zaatakowały Bayley, a później tej nocy obydwie pokonały Bayley w tag team matchu. Później walka pomiędzy Bayley i Niven o WWE Women’s Championship została zaplanowana w rodzinnym kraju Niven na Clash at the Castle: Scotland.

#### Pojedynek o WWE Intercontinental Championship
Od połowy kwietnia Intercontinental Champion Sami Zayn feudował z Chadem Gablem z Alpha Academy; po tym, jak został pokonany przez Zayna w walce o mistrzostwo, Gable zaciekle go zaatakował, przechodząc przy tym heel turn. Następnie Gable zaczął poniżać swoich kolegów ze stajni Alpha Academy, Otisa, Akirę Tozawę i Maxxine Dupri. Rywalizacja Zayna i Gable’a trwała nadal, a na King and Queen of the Ring Zayn zachował swój tytuł w triple threat matchu, w którym również uczestniczył Gable, po tym, jak ten ostatni został przypadkowo uderzony przez Otisa. 31 maja na odcinku Raw, po przegranej przez Otisa walce, Gable powiedział, że go ukara. Kiedy Gable miał już uderzyć Otisa paskiem, przerwał mu Zayn, który zapytał, jak długo Alpla Academy będzie znosić upokorzenie Gable’a. Po kolejnej prowokacji Zayn i Gable pokłócili się, a ten ostatni go powalił. W następnym odcinku Zayn zawołał Gable’a, jednakże wysłał do Alpha Academy list od Gable’a, który wyzwał Zayna na kolejną walkę o Intercontinental Championship. Następnie Zayn zgodził się bronić tytułu przeciwko Gable’owi na Clash at the Castle: Scotland.

#### Pojedynek o Undisputed WWE Championship
Na Backlash France, Cody Rhodes pokonał AJ Stylesa i obronił Undisputed WWE Championship. 24 maja na odcinku SmackDown, Styles spotkał się z Generalnym Menadżerem SmackDown Nickiem Aldisem, aby poprosić o kolejną walkę o mistrzostwo przeciwko Rhodesowi, zauważając, że nie zostało mu zbyt wiele czasu w swojej karierze i może to być jego ostatnia szansa, ale Aldis odmówił, stwierdzając, że jeśli Styles chce tej walki, to musi na to zasłużyć. W następnym tygodniu, gdy Styles pozornie ogłaszał swoją emeryturę, zawołał Rhodesa, aby przeminął ten moment; jednak po świętowaniu Styles zaciekle zaatakował Rhodesa. W następnym odcinku, rozgniewany na Stylesa, Rhodes przyjął wyzwanie Stylesa na kolejną walkę o mistrzostwo na Clash at the Castle: Scotland, ale jako „I Quit” match i Aldis ogłosił to oficjalnie.

#### Pojedynek o WWE Women’s Tag Team Championship
20 maja na odcinku Raw, Shayna Baszler i Zoey Stark wygrały Fatal 4-way tag team match i stały się pretendentkami numer jeden do WWE Women’s Tag Team Championship Bianki Belair i Jade Cargill. W następnym tygodniu, Alba Fyre i Isla Dawn kpiły z Baszler i Stark, mówiąc, że nigdy ich nie pokonały. W następnym odcinku Raw, Baszler i Stark zawołały Belair i Cargill. Po kilku kpinach odbyła się walka o tytuł, który zakończyła się dyskwalifikacją Belair i Cargill po interwencji Fyre i Dawn. W tym tygodniu na SmackDown, doszło do bójki pomiędzy trzema drużynami. Później Belair i Cargill rozmawiały z Generalnym Menadżerem SmackDown Nickiem Aldisem i ogłosiły, że będą bronić Women’s Tag Team Championship w triple threat tag team matchu z Baszler i Stark oraz Fyre i Dawn w ich rodzinnym kraju na Clash at the Castle: Scotland.

## Wyniki walk
| Nr                                 | Wyniki | Stypulacje | Czas  |
| ---------------------------------- | --- | --- | ----- |
| 1                                  | Cody Rhodes (c) pokonał AJ Stylesa                                                                                                  | „I Quit” match o Undisputed WWE Championship | 27:45 |
| 2                                  | The Unholy Union (Alba Fyre i Isla Dawn) pokonały Biancę Belair i Jade Cargill (c) oraz Shaynę Baszler i Zoey Stark poprzez pinfall | Triple threat tag team match o WWE Women’s Tag Team Championship                                                                                     | 12:10 |
| 3                                  | Sami Zayn (c) pokonał Chada Gable’a (z Otisem i Maxxine Dupri) poprzez pinfall                                                      | Singles match o WWE Intercontinental Championship | 22:15 |
| 4                                  | Bayley (c) pokonała Piper Niven (z Chelsea Green) poprzez pinfall                                                                   | Singles match o WWE Women’s Championship | 13:30 |
| 5                                  | Damian Priest (c) pokonał Drew McIntyre’a poprzez pinfall                                                                           | Singles match o World Heavyweight Championship The Judgment Day („Dirty” Dominik Mysterio, Finn Bálor i JD McDonagh) mieli zakaz wstępu na ringside. | 20:20 |
| (c) – mistrz/mistrzyni przed walką | | |       |